# Illja Kunin
Illja Kunin (ukrainisch Ілля Кунін; * 7. März 2002) ist ein ukrainischer Leichtathlet, der im Mittel- und Langstreckenlauf an den Start geht.

## Sportliche Laufbahn
Erste internationale Erfahrungen sammelte Illja Kunin im Jahr 2021, als er bei den U20-Balkan-Hallenmeisterschaften in Sofia in 3:55,82 min die Silbermedaille im 1500-Meter-Lauf gewann. Im Juli schied er bei den U20-Europameisterschaften in Tallinn mit 3:51,92 min in der Vorrunde aus. Im Jahr darauf belegte er bei den Balkan-Meisterschaften in Craiova in 14:11,91 min den siebten Platz im 5000-Meter-Lauf und im Dezember musste er sein Rennen in der U23-Altersklasse bei den Crosslauf-Europameisterschaften in Turin vorzeitig beenden. 
2022 wurde Kunin ukrainischer Meister im 5000-Meter-Lauf. Zudem wurde er 2023 Hallenmeister über 1500 Meter.

## Persönliche Bestzeiten
- 1500 Meter: 3:48,03 min, 11. Juni 2022 in Weliko Tarnowo
  - 1500 Meter (Halle): 3:48,43 min, 19. Februar 2023 in Kiew
- 3000 Meter: 8:16,97 min, 21. Mai 2022 in Sofia
  - 3000 Meter (Halle): 8:19,15 min, 30. Januar 2022 in Kiew
- 5000 Meter: 14:11,91 min, 18. Juni 2022 in Craiova